# The Madman's Return
The Madman's Return è il secondo album in studio del gruppo musicale tedesco Snap!, pubblicato il 2 febbraio 1992 dalla Arista Records.
Del disco esistono tre edizioni con, rispettivamente, 12, 13 e 14 brani.

## Tracce

### Prima edizione
1. Madman's Return – 4:35
2. Colour of Love – 5:32
3. Believe in It – 5:08
4. Who Stole It? – 5:10
5. Don't Be Shy – 4:38
6. Rhythm Is a Dancer – 5:32
7. Money – 5:12
8. See the Light – 5:45
9. Exterminate! – 5:24
10. Keep It Up – 4:05
11. Homeboyz – 6:37
12. Sample City – 1:08

### Seconda edizione
1. Madman's Return – 4:35
2. Colour of Love – 5:32
3. Believe in It – 5:08
4. Who Stole It? – 5:10
5. Don't Be Shy – 4:38
6. Rhythm Is a Dancer – 5:32
7. Money – 5:12
8. See the Light – 5:45
9. Rhythm Is a Dancer (7" Edit) – 3:45
10. Ex-terminator – 5:24
11. Keep It Up – 4:05
12. Homeboyz – 6:37
13. Sample City V2.01 – 1:10

### Terza edizione
1. Madman's Return – 4:35
2. Colour of Love – 5:32
3. Believe in It – 5:08
4. Who Stole It? – 5:10
5. Don't Be Shy – 4:38
6. Rhythm Is a Dancer – 5:32
7. Money – 5:12
8. See the Light – 5:45
9. Rhythm Is a Dancer (7" Edit) – 3:45
10. Exterminate! (Endzeit 7" Mix) – 4:20
11. Ex-terminator – 5:24
12. Keep It Up – 4:05
13. Homeboyz – 6:37
14. Sample City V2.01 – 1:10

## Classifiche

### Classifiche settimanali
| Classifica (1992/93) | Posizione massima |
| -------------------- | ----------------- |
| Austria              | 3                 |
| Germania             | 3                 |
| Italia               | 4                 |
| Norvegia             | 12                |
| Nuova Zelanda        | 38                |
| Paesi Bassi          | 9                 |
| Regno Unito          | 8                 |
| Stati Uniti          | 121               |
| Svezia               | 21                |
| Svizzera             | 7                 |

### Classifiche di fine anno
| Classifica (1992) | Posizione |
| ----------------- | --------- |
| Austria           | 8         |
| Germania          | 13        |
| Italia            | 25        |
| Paesi Bassi       | 30        |
| Svizzera          | 32        |
| Classifica (1993) | Posizione |
| Regno Unito       | 89        |